# Mike Libanon
 (février 2019).
Si vous disposez d'ouvrages ou d'articles de référence ou si vous connaissez des sites web de qualité traitant du thème abordé ici, merci de compléter l'article en donnant les références utiles à sa vérifiabilité et en les liant à la section « Notes et références ».
Mike Libanon, né le 7 mai 1963 à Paramaribo, est un acteur néerlandais,, d'origine surinamien.

## Filmographie

### Cinéma et téléfilms
- 1986 : Les Gravos (Flodder) de Dick Maas
- 1992 : Bureau Kruislaan (nl) : Blijmoer
- 1993 : Recht voor z'n Raab (nl) : Martijn
- 1996 : Baantjer : Orlando Graanoost
- 1996 : Naar de klote! : Winston
- 1997 : Duidelijke taal : Cyriel Pandé
- 1997 : 12 steden, 13 ongelukken (nl) : Humphrey
- 1998 : Combat (nl) : Wessel Hendrikx
- 1998 : Oud geld (nl) : Le membre du groupe
- 1999 : Leven en dood van Quidam Quidam (nl) : L'officier supérieur de police
- 1999-2000 : De Garage : Vince
- 1999-2006 : Spangen (nl) : Thomas Samuels
- 2000 : Total Loss (nl) : Armin
- 2000 : De garage (nl) : Vincent
- 2000 : De stilte van het naderen (nl) : Gerrard
- 2002 : Hartslag : John van Boxtel
- 2003 : Dunya en Desie (nl) : Le professeur néerlandais
- 2003 : Het wonder van Máxima (nl) : Theo
- 2003 : Boy Ecury (nl) : Doe
- 2003 : Zephyr[Quoi ?] : Huran
- 2003 : So Be It : Pato
- 2004 : Madame Jeanette (nl) : Ted
- 2004 : FF Moeve (nl) : Gerald
- 2005 : Parels & Zwijnen (nl) : Dexter Parisius
- 2006 : De taxi van Palemu : Le père de Palemu
- 2008 : Sara (nl) : Jakob Robberecht
- 2009 : Mijn vader is een detective (nl) : Enrico
- 2009 : Amsterdam[Quoi ?] : L'agent
- 2009 : Het leven uit een dag (nl) : Le prêtre
- 2011 : Olifantenvoeten : Le sans-abri
- 2012-2013 : Lieve Liza (nl) : Hans Maarten
- 2012-2014 : Bloedverwanten (nl) : Ron Duijvenaar
- 2013 : Caps Club (nl) : Wilfried Winter
- 2014 : Celblok H (nl) : Steve Landveld
- 2014 : Fashion Planet (nl) : Oscar
- 2015 : Ja, ik wil! (nl) : Yogi
- 2016 : De Maatschap (nl) : Bouterse
- 2016 : Group (nl)[Quoi ?] : Peter
- 2016 : Prédateur[Quoi ?] : Le frère de l'ambulancier
- 2016 : Sint & co : Le maître Piet
- 2017 : De Spa (nl) : Fateh Bir
- 2017 : Tuintje in mijn hart (nl) : Le pasteur
- 2017 : Moordvrouw : Julius Koldeweij
- 2017 : Kill Switch[Quoi ?] : Hugo
- 2017 : Mees Kees (nl) : Le père de Winston
- 2017 : Spaak[Quoi ?] : Gavangene Frank
- 2017 : Bella Donna's (nl) : Le professeur de danse
- 2018 : Zomer in Zeeland (nl) : Zeger
- 2018 : Zara en de magische kicksen : L'homme effrayant
- 2019 : Flikken Maastricht : Eddy Visser
- 2019 : Oogappels (nl) : Marcel Metsers
- 2019 : Keizersvrouwen : Ronnie van Bekkum
- 2019 : Judas (nl) : Masseur